# Пілотович Станіслав Антонович
Станіслав Антонович Пілотович (25 вересня 1922, село Борок, тепер село Чароти Пуховицького району Мінської області, Білорусь — 15 червня 1986, місто Мінськ, Білорусь) — радянський діяч, секретар ЦК КП Білорусі, 1-й секретар Вітебського обласного комітету КП Білорусі, заступник голови Ради міністрів Білоруської РСР, надзвичайний і повноважний посол СРСР у Польській Народній Республіці. Член Бюро ЦК КП Білорусі в 1965—1971 роках. Член ЦК КПРС у 1971—1981 роках. Депутат Верховної ради Білоруської РСР. Депутат Верховної ради СРСР 7—8-го скликань.

## Життєпис
Народився в селянській родині. У 1940 році закінчив Бобруйську фельдшерську школу.
У 1940—1941 роках — завідувач медичного пункту Гайновського району Брестської області.
З беезня 1941 року — секретар Гайновського районного комітету ЛКСМ Білорусі Брестської області.
У 1941—1944 роках — у партизанському русі в Білоруській РСР, учасник німецько-радянської війни. Служив бійцем партизанського загону «Полум'я» Мінської області. З жовтня по листопад 1942 року — секретар Пуховицького підпільного районного комітету ЛКСМ Білорусі Мінської області. До листопада 1943 року — секретар Мінського підпільного міжрайонного комітету ЛКСМ Білорусі. З 1943 по липень 1944 року — секретар Червенського підпільного районного комітету ЛКСМ Білорусі Мінської області.
Член ВКП(б) з 1944 року.
У липні 1944 — 1946 року — 1-й секретар Червенського районного комітету ЛКСМ Білорусі Мінської області.
У 1946—1948 роках — секретар Мінського обласного комітету ЛКСМ Білорусі.
У 1948—1953 роках — 1-й секретар Барановицького обласного комітету ЛКСМ Білорусі.
У 1952 році закінчив Барановицький учительський інститут.
З 1953 року — секретар Новогрудського районного комітету КП Білорусі Гродненської області.
У 1956 році закінчив заочно Мінський державний педагогічний інститут імені Максима Горького.
У лютому 1958 — 1960 року — 2-й секретар Гродненського обласного комітету КП Білорусі.
У 1960 — квітні 1962 року — завідувач відділу партійних органів ЦК КП Білорусі.
У квітні 1962 — січні 1963 року — 1-й секретар Вітебського обласного комітету КП Білорусі.
У січні 1963 — 7 грудня 1964 року — 1-й секретар Вітебського сільського обласного комітету КП Білорусі.
7 грудня 1964 — грудень 1965 року — 1-й секретар Вітебського обласного комітету КП Білорусі.
24 грудня 1965 — 22 лютого 1971 року — секретар ЦК КП Білорусі.
10 березня 1971 — 17 травня 1978 року — надзвичайний і повноважний посол СРСР у Польській Народній Республіці.
19 травня 1978 — 1983 року — заступник голови Ради міністрів Білоруської РСР.
З 1983 року — персональний пенсіонер союзного значення в місті Мінську.
Помер 15 червня 1986 року в Мінську.

## Нагороди
- два ордени Леніна
- два ордени Вітчизняної війни ІІ ст.
- орден Трудового Червоного Прапора (1958)
- орден Дружби народів
- орден Червоної Зірки
- орден «Знак Пошани»
- медалі
- надзвичайний і повноважний посол СРСР